# Pandanus manensis
Pandanus manensis är en enhjärtbladig växtart som beskrevs av Ugolino Martelli. Pandanus manensis ingår i släktet Pandanus och familjen Pandanaceae. Inga underarter finns listade.